# Oberhoffen-lès-Wissembourg

Oberhoffen-lès-Wissembourg este o comună în departamentul Bas-Rhin, Franța. În 1 ianuarie 2022 avea o populație de 312 de locuitori.